# Chance Brothers
Chance Brothers and Company var et glasværk, der oprindeligt var beliggende i Spon Lane, Smethwick, West Midlands (forhen i Staffordshire ) i England. Det var en førende glasproducent og en pioner af britisk glasfremstillingsteknolog.
Chance-familien havde sin oprindelse som bønder og håndværkere i Bromsgrove i Worcestershire, før de i 1822 startede deres forretning i Smethwick. Byens beliggenhed mellem Birmingham og Black Country i agglomerationen, der udgjorde The Midlands industrielle centrum, muliggjorde, at de kunne benytte sig af de dygtige arbejdere, kanalerne og mange fremskridt, der fandt sted i det industrielle West Midlands på det tidspunkt.
I løbet af dets næsten to århundreder lange historie er virksomheden blevet påvirket af mange ændringer. Under privat ejerskab eksistere den i dag fortsat som Chance Glass Limited på en af dens små datterselskabsfabrikker. Virksomheden er en specialiseret industriel glasproducent i Malvern, Worcestershire. Dens sociale og økonomiske indvirkning på regionen er genstand for et projekt sponsoreret af Heritage Lottery Fund.